# Ingenio et arti
Ingenio et arti (від лат. «За науку і мистецтво») — данська медаль, якою нагороджуються видатні данські та іноземні вчені та митці. Це відзнака, особиста нагорода монарха, була заснована королем Кристіаном VIII у 1841 році і могла надаватися як жінкам, так і чоловікам.

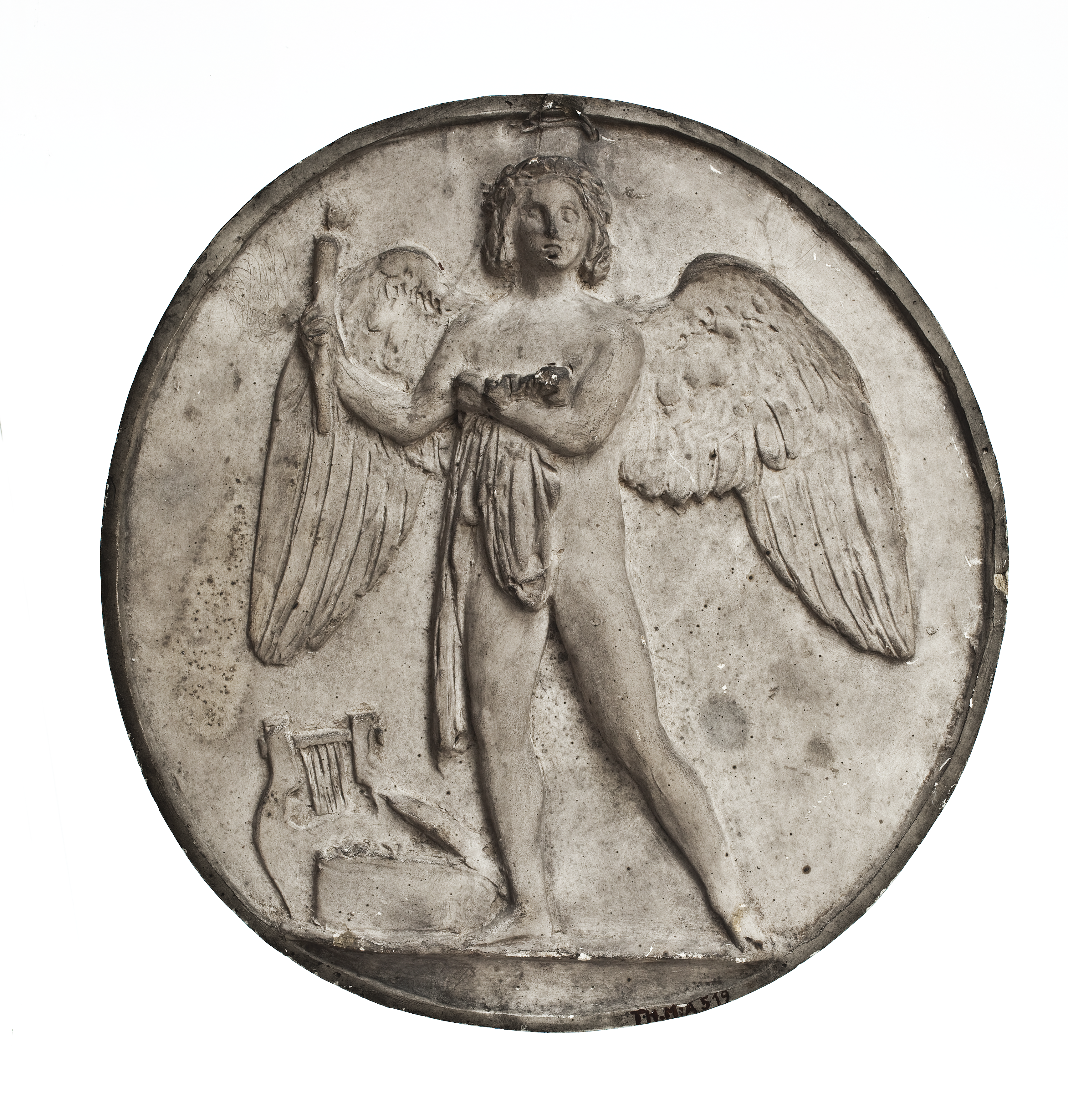
Геній світла Бертель Торвальдсен

На реверсі зображено «Геній світла», вигравіруваний на основі гіпсового рельєфу Бертеля Торвальдсена 1841 року.
Медаль вручається нерегулярно, в середньому рідше двох разів на рік, і останнім часом (станом на пусто 2021 рік) присуджено Джону Ноймаєру після прем'єри його балету «3-тя симфонія Малера» 19 травня 2021 року в Копенгагенському оперному театрі.

## Відзначені
- Берта Вегманн, 1892[7]
- Емілі Ульріх, 1917[8]
- Анна Анкер [2]
- Бйорн Норгаард[2]
- Карен Бліксен [2]
- Кірстен Сімон[2]
- Гіта Ньорбю[2]
- Ганс Едвард Норрегорд-Нільсен, 2013[9]
- Ларс Лібст, 2020[10]
- Джон Ноймаєр, 2021[6]